# The Power of Good-Bye
The Power of Good-Bye è una canzone della cantautrice statunitense Madonna pubblicata nel 1998. Il brano è il quarto singolo estratto dall'album Ray of Light.

## La canzone
La canzone, scritta da Madonna e Rick Nowels, è una ballata pop dalle sonorità elettroniche che caratterizzano anche il resto dell'album. Nella classifica italiana raggiunge il 7º posto, nel Regno Unito il 6º posto mentre negli Stati Uniti 11º posto, in Europa nel 1999 nella classifica annuale centra la Top100 piazzandosi in 74ª posizione. Il singolo contiene vari remix affidati a Luke Slater e Dallas Austin, e come b-side Mer Girl e Little Star per il mercato britannico. La parte instrumentale iniziale presenta delle sonorità che ricordano l'album Équinoxe pubblicato nel 1978 dal musicista francese Jean-Michel Jarre.

## Videoclip
Il videoclip diretto da Matthew Rolston, vede come co-protagonista l'attore croato Goran Višnjić, scelto dalla stessa cantante dopo averlo visto nel film Benvenuti a Sarajevo di Michael Winterbottom.
Nel video, girato tra l'8 e il 10 agosto 1998 a Los Angeles, in California e a Malibu Beach, Madonna gioca con il suo fidanzato a scacchi e alla fine butta per terra la tavola con il gioco, che significa la fine della loro relazione, ma lui l'afferra e la guarda intensamente. Madonna lo bacia con passione, ma poi se lo toglie di dosso. Successivamente, la cantante cammina anche sulla spiaggia e canta ballando lentamente in un'atmosfera prevalentemente blu.
Alcune scene del video, in particolare quando Madonna cammina e piange sulla spiaggia e incontra l'uomo con il cane, sono state ispirate da una scena interpretata da Joan Crawford nel film Perdutamente di Jean Negulesco del 1946.
Altre influenze possono rilevarsi con il film del 1968 Il caso Thomas Crown, con Steve McQueen e Faye Dunaway, nella famosa scena della partita a scacchi, e anche dal brano di Thomas Stearns Eliot Una partita a scacchi, tratto dal poema del 1922 La terra desolata, dove il gioco degli scacchi rappresenta il rapporto tra un uomo e una donna alle prese con la loro relazione.

## Classifiche
| Classifica (1998-99) | Posizione massima |
| -------------------- | ----------------- |
| Australia            | 33                |
| Austria              | 4                 |
| Belgio (Fiandre)     | 31                |
| Belgio (Vallonia)    | 20                |
| Finlandia            | 4                 |
| Francia              | 21                |
| Germania             | 4                 |
| Irlanda              | 23                |
| Islanda              | 3                 |
| Italia               | 8                 |
| Nuova Zelanda        | 25                |
| Paesi Bassi          | 7                 |
| Regno Unito          | 6                 |
| Stati Uniti          | 11                |
| Svezia               | 3                 |
| Svizzera             | 8                 |
| Ungheria             | 6                 |